# Eupithecia leucophaeata
Eupithecia leucophaeata är en fjärilsart som beskrevs av Rudolf Pinker 1968. Eupithecia leucophaeata ingår i släktet Eupithecia och familjen mätare. Inga underarter finns listade i Catalogue of Life.